# Albert Praun
Albert Praun (* 11. Dezember 1894 in Staffelstein; † 3. März 1975 in Würzburg) war ein deutscher General der Nachrichtentruppe der Wehrmacht im Zweiten Weltkrieg sowie später Abteilungsleiter beim Bundesnachrichtendienst.

## Leben
Praun trat 1913 als Fahnenjunker in die Bayerische Armee ein und diente während des Ersten Weltkriegs in verschiedenen Nachrichtenabteilungen. Nach Kriegsende als Oberleutnant und mit beiden Klassen des Eisernen Kreuzes, dem Verwundetenabzeichen in Schwarz sowie dem Militärverdienstorden IV. Klasse mit Schwertern ausgezeichnet, wurde Praun in die Reichswehr übernommen. Während der Weimarer Republik gehörte es zu Prauns Aufgaben, die Kommunikationsstrukturen zwischen regulärer und Schwarzer Reichswehr zu tarnen. Am 30. Januar 1933 war Praun in Königsberg i.Pr. bei der Nachrichtentruppe. Zu den Funktionen von Praun gehörte die Leitung des Kriegskarten- und Vermessungswesens.
Während des Zweiten Weltkrieges befehligte Praun von Juli 1942 bis 24. August 1942 die 18. Panzer-Division beim Unternehmen Braunschweig. Beim Unternehmen Edelweiß war Praun vom 22. August 1942 bis 25. September 1943 Kommandeur der 129. Infanterie-Division. Am 27. Oktober 1943 wurde Praun mit dem Ritterkreuz des Eisernen Kreuzes ausgezeichnet, nachdem er bereits am 7. Februar 1942 das Deutsche Kreuz in Gold erhalten hatte. Vom 5. April bis 10. August 1944 war Praun Befehlshaber der 277. Infanterie-Division in der Normandie.
Am 20. Juli 1944 scheiterte der Staatsstreich gegen Hitler. Der beim Heer für das Nachrichtenwesen zuständige General Erich Fellgiebel wurde am selben Tag als einer der „Hauptverschwörer“ verhaftet, und sein Stellvertreter Generalleutnant Fritz Thiele Anfang August 1944 als Mitverschwörer. Praun wurde daraufhin am 12. August 1944 mit der Leitung des Heeresnachrichtenwesens der Wehrmacht beauftragt.
Da die US-Amerikaner ihn aus der Internierungshaft in Neumarkt nicht an die Franzosen weitergaben und er anschließend von der Bundesrepublik nicht ausgeliefert wurde, fand der Prozess wegen der Ermordung von 19 französischen Resistance-Angehörigen in Marseille in Abwesenheit von Praun statt. Er wurde dort am 1. Februar 1955 zum Tode verurteilt.
Von 1956 bis 1965 war Praun Leiter der Fernmeldeaufklärung des Bundesnachrichtendiensts (BND). Die Ermordung seines Vetters Otto Praun, in die nach Erkenntnissen des Nachrichtenmagazins Der Spiegel auch der BND verwickelt war, gehört zu den spektakulärsten Kriminalfällen der deutschen Geschichte.
Praun regte 1961 ferner die Gründung des heute noch bestehenden Fernmelderings e. V. an, der sich als "Zusammenschluss von Angehörigen der ehemaligen Telegrafen- und Nachrichtentruppe, aktiven und ehemaligen Angehörigen der Fernmeldetruppe der Bundeswehr sowie aller, die sich dem Fernmeldewesen und dem Führungsdienst verbunden fühlen" versteht.

## Schriften (Auswahl)
- German Radio Intelligence (1950), PDF; 10,5 MB (englisch), abgerufen am 5. Februar 2024.
- Die Fernmeldeverbindungen eines Kriegsschauplatzes. In: Wehrwissenschaftliche Rundschau. 3 (1953), S. 228–235.
- Wehrmachtnachrichtenverbindungen. In: Wehrkunde. 2 (1953), Heft 9, S. 11–16.
- Bayerische Telegraphen- und Nachrichtentruppen. Würzburg 1963.
- Soldat in der Telegraphen- und Nachrichtentruppe. Selbstverlag, Würzburg 1965.
  - neue Ausgabe mit dem Titel: Albert Praun. Ein deutsches (Soldaten-) Leben 1894–1975. hrsg. von Hella Praun, Selbstverlag, München 2004, ISBN 3-937082-22-0.
- mit Kunibert Randewig: Eine Untersuchung über den Funkdienst des russischen, britischen und amerikanischen Heeres im zweiten Weltkrieg vom deutschen Standpunkt aus, unter besonderer Berücksichtigung ihrer Sicherheit. Fernmeldering e. V., Bonn 1999.